# The Wisdom of Compassion – Stories of Remarkable Encounters and Timeless Insights
A The Wisdom of Compassion – Stories of Remarkable Encounters and Timeless Insights (magyarul: Az együttérzés bölcsessége - történetek figyelemreméltó találkozásokról és időtlen bölcsességekről) című könyvben a 14. dalai láma, Tendzin Gyaco különleges emberekkel való találkozásai szerepelnek. A könyv ezeken a történeteken keresztül enged bepillantást a tibeti buddhista láma életébe és az együttérzés gyakorlatba történő átültetéseiért tett erőfeszítéseibe. Közvetlen emberi kapcsolatain keresztül kiderül játékossága, optimizmusa és mély együtt érző képessége mások szenvedései iránt. Saját magaviseletével mutatja be a szerető kedvesség, a megbocsátás és az együttérzés gyakorlatának praktikus előnyeit.

## Tartalma
A történetek között szerepel a dalai láma barátsága egy vak ír emberrel, Richard Moor-ral. Elmeséli, miképp találkoztak legelőször, és miért vált az ír azonnal hatalmas hőssé a szemében. Egy másik történet egy idegtudóssal való együttműködéséről szól, amely idővel jelentős felfedezésekhez vezetett az emberi aggyal kapcsolatban. Külön helyet kapott a Desmond Tutuval való szoros barátsága is. Ezen felül helyet kapott még a könyvben találkozása egy koldus lánnyal, egy mozgássérült fiúval, egy nagymamáknak napelemgyártást tanító emberrel, és más különleges emberekkel. A dalai láma bölcsességei az együttérzés praktikus alkalmazása körül keringenek, amelyek mintegy hét évtized tapasztalatából táplálkoznak.